# Jatzke
Jatzke ist ein Ortsteil der Stadt Friedland im Landkreis Mecklenburgische Seenplatte in Mecklenburg-Vorpommern. Vom 1. Januar 2001 bis zum 25. Mai 2014 war Jatzke ein Ortsteil der Gemeinde Eichhorst, davor war der Ort eine eigenständige Gemeinde.

## Lage
Jatzke liegt am Höhenzug Brohmer Berge, rund 18 Kilometer östlich von Neubrandenburg. Umliegende Dörfer sind Heinrichswalde im Nordosten, Neu Schönbeck im Südosten, Eichhorst im Südwesten und Genzkow im Nordwesten. Rund zwei Kilometer östlich von Jatzke liegt die Landesstraße 281 nach Woldegk, vier Kilometer nordwestlich liegt die Bundesstraße 197.

## Geschichte
Im 7. Jahrhundert entstand südöstlich von Jatzke ein slawischer Burgwall, der auf die erste Besiedlung des Ortes hindeutet. In der folgenden Zeit wurde die Ortslage mehrfach aufgegeben und wieder neu besiedelt. 1237 wird der Ritter Heinrich Ribe als Herr auf Jatzke erwähnt. 1298 als Jacik erwähnt, liegt der Benennung vermutlich eine slawische Pluralform wie *Jacky oder *Jačky zugrunde, d. h. „die Leute des Jacek/Jaček“. Bei diesem Namen wiederum handelt es sich um eine Kurzform von Namen wie Jakob, Johann oder dem slawischen Jačemir. Gegen Ende des 13. Jahrhunderts entstand die heutige Dorfkirche. Seit dem Mittelalter hatte Jatzke ein Rittergut, welches lange im Besitztum der alten mecklenburgischen Adelsfamilie von Bülow war. Jatzke war ein Lehngut. Die Bülows bildeten dann später zur Regelung der Erbfolge und zur Sicherung der Begüterung ein Familienfideikommiss. Gut Jatzke hatte um 1922 einen Umfang von etwa 1136 ha Land, davon waren 7 ha Wald. Eigentümer waren der Fideikommissherr Adolf von Bülow (1848–1916), verheiratet mit Luise von Waldow-Dannenwalde. Der gleichnamige Sohn Adolf von Bülow-Jatzke (1883–1956) blieb unvermählt und adoptierte 1940 den Neffen, den späteren Pastor Vicco von Bülow. Das Gutshaus Jatzke wurde 1945 durch einen Brand zerstört. Die Nachfahren der Bülows lebten dann in Berlin.
Von 1701 bis 1934 gehörte Jatzke zu Mecklenburg-Strelitz. Ab dem 1. Januar 1934 gehörte das Dorf zum Land Mecklenburg und gehörte dort dem Landkreis Stargard an. 1939 hatte Jatzke 191 Einwohner. Nach der Auflösung des Landkreises Stargard 1946 gehörte Jatzke zum Landkreis Neubrandenburg, der bei der Kreisreform 1952 mit dem Landkreis Neustrelitz zum Kreis Neubrandenburg vereinigt wurde. Nach der Wiedervereinigung wurde der Kreis Neubrandenburg in Landkreis Neubrandenburg umbenannt. Ab 1994 gehörte die Gemeinde Jatzke zum Landkreis Mecklenburg-Strelitz.
Am 1. Januar 2001 wurde die Gemeinde Jatzke aufgelöst und nach Eichhorst eingemeindet. Im September 2011 kam es in Mecklenburg-Vorpommern zu einer Kreisreform, bei der die Gemeinde Eichhorst mit dem Ortsteil Jatzke zum Landkreis Mecklenburgische Seenplatte kam. Die Gemeinde Eichhorst wurde am 25. Mai 2014 aufgelöst und nach Friedland eingemeindet, Jatzke und Eichhorst sind seitdem gleichberechtigte Ortsteile von Friedland.

## Sehenswürdigkeiten

### Baudenkmale
In der Liste der Baudenkmale in Friedland (Mecklenburg) sind für Jatzke zwölf Baudenkmale aufgeführt.